# Скородули, Дмитрий Константинович
Дмитрий Константинович Скородули (также Скордули, Скордулли; 1778 — 15 (27) декабря 1855, Москва) — генерал-майор, командир Киевского арсенала Артиллерийского департамента Военного министерства. Один из основоположников российского ракетостроения.

## Биография
Родился в греческой семье. Получил образование в Корпусе чужестранных единоверцев, филиале Артиллерийского и инженерного шляхетного кадетского корпуса в Петербурге, говорил и писал по-русски, гречески, датски, изучал артиллерию и фортификацию.
С 1799 по 1812 год служил во флоте. По семейным обстоятельствам перевёлся в артиллерию, занимался развитием технологии производства артиллерийских орудий и фактически исполнял обязанности главного инженера Арсенала под руководством Александра Дмитриевича Засядко.
Высочайшим приказом 16 февраля 1823 года Скородули был повышен за отличие по службе до чина полковника и назначен на пост помощника командира Петербургского арсенала. Затем был назначен командиром Киевского арсенала.
6 декабря 1832 года Николай I пожаловал Скородули чин генерал-майора артиллерии.
26 ноября 1841 года уволен от службы «с мундиром и пенсионом полного жалованья».
Скончался 15 (27) декабря 1855 года. Похоронен в Новодевичьем монастыре.

## Награды
В 1826 году награждён орденом св. Анны 2-й степени с алмазами и орденом св. Георгия 4-й степени за 25 лет выслуги в офицерских чинах, в 1834 году награждён знаком отличия беспорочной службы за 35 лет и орденом св. Владимира 4-й степени за выслугу лет.
В 1829 году получил награду 2000 рублей ассигнациями, в 1830 году — 4000 рублей ассигнациями и в 1837 году денежную аренду сроком на 12 лет, 1000 рублей серебром в год.
В 1840 году был награждён орденом св. Владимира 3-й степени и знаком отличия беспорочной службы за 40 лет.

## Семья
- Первая супруга — Анна Ивановна, «дацкой нации», дочь таможенного чиновника.
  - Дети — Александр[7] (1805—1873, генерал-майор[8]), Георгий[9][10], Константин, Елизавета, Анна.
- Вторая супруга — Екатерина Фёдоровна Лопухина (1796 — 28.1.1879, Москва), дочь статского советника Фёдора Андриановича Лопухина (1768—1811) и Дарьи Ивановны Павловой (1777—1830)[11]; похоронена вместе с мужем в Новодевичьем монастыре (могилы не сохранились).